# Bifunktionelles Purinsyntheseprotein
Das bifunktionelle Purinsyntheseprotein (ATIC, PURH) ist das Enzym, das die letzten beiden Schritte in der de-novo-Biosynthese des Inosinmonophosphat (IMP), die Formylierung und anschließende Dehydratisierung von AICAR  katalysiert. Die einzelnen Enzymfunktionen heißen AICAR-Formyltransferase und IMP-Cyclohydrolase. PURH kommt in allen Lebewesen vor, und die Bifunktionalität ist überall konserviert. Mutationen im ATIC-Gen des Menschen können PURH-Mangel und dieser AICA-Ribosurie, eine seltene Erbkrankheit verursachen.
PURH-Aktivität wird durch Phosphorylierung erhöht; in mehreren Tumor-Zelllinien liegt PURH phosphoryliert vor.

## Katalysierte Reaktionen
+ 10-Formyl-THF ⇒  + THF
AICAR wird zu FAICAR formyliert.
 ⇔  + H2O
FAICAR cyclisiert unter Wasserabspaltung zu IMP.
Die AICAR-Formyltransferase-Domäne (Aminosäuren 199-592) und die IMP-Cyclohydrolase-Domäne (1-199) sind 50 Å voneinander entfernt und behalten ihre Aktivität bei getrennter Expression.